# Nematoscelis microps
Nematoscelis microps is een krillsoort uit de familie van de Euphausiidae. De wetenschappelijke naam van de soort is voor het eerst geldig gepubliceerd in 1883 door G.O. Sars.